# Vida Ribatejana
"Vida Ribatejana" é um jornal semanário publicado em Vila Franca de Xira, em Portugal. Foi fundado em 10 de Fevereiro de 1917 por Fausto Nunes Dias.
É especialmente dedicado ao concelho de Vila Franca de Xira e à região do Ribatejo.
Publica, em cada edição, um caderno dedicado à tauromaquia e ao desporto.
É, segundo informação da Associação Portuguesa de Imprensa, o segundo jornal regional mais lido no distrito de Lisboa.
Tem uma tiragem de 10 000 exemplares.